# ジピリダモール
ジピリダモール（Dipyridamole）は、医薬品として用いられ得る有機化合物の1つである。長期投与において抗血小板薬などとして用いられ、また短期高用量投与時には血管拡張薬として作用する。腎疾患において蛋白尿を改善させる効果もある。

## 薬剤

### 効能・効果
日本では錠剤、徐放性カプセル、注射剤が販売されている。（下記の T12.5：錠12.5 mg、T25：錠25 mg、T100：錠100 mg、L150：徐放カプセル150 mg、V10：静注10 mg）
- （T12.5、T25）狭心症、心筋梗塞（急性期を除く）、その他の虚血性心疾患、鬱血性心不全
  - （V10）狭心症、心筋梗塞、その他の虚血性心疾患、鬱血性心不全
- （T25、T100、L150）ワーファリンとの併用による心臓弁置換術後の血栓・塞栓の抑制
- （T25、T100）ステロイドホルモン系抗炎症薬に抵抗性を示すネフローゼ症候群における尿蛋白減少
  - （L150）ステロイドホルモン系抗炎症薬に抵抗性を示すネフローゼ症候群を含む慢性糸球体腎炎における尿蛋白減少

ジピリダモールは閉塞性動脈硬化症および虚血性心疾患の患者の血管を拡張する。また全身血圧を低下させずに、肺高血圧を低下させる。
加えて、心筋の負荷試験の際に、トレッドミル等の運動負荷試験の代わりに用いる場合がある。

### 副作用
添付文書に記載されている重大な副作用は、狭心症状の悪化、出血傾向（眼底出血、消化管出血、脳出血など）、血小板減少、過敏症（気管支痙攣、血管浮腫など）である。

### 併用禁忌
アデノシンとジピリダモールは、併用禁忌である。つまり、ジピリダモールを連用している患者に、アデノシンを用いた心臓の検査を行ってはならない。

### 配合変化
ジピリダモールの注射剤は、配合変化を起こし易いため、基本的に単剤で用いる。

## 臨床

### 脳梗塞への使用
ジピリダモールとアセチルサリチル酸との合剤が、脳梗塞の再発予防薬としてFDAによって承認された。同剤の出血リスクは、アセチルサリチル酸の単剤製剤と同等であるとされる。
脳梗塞予防へのジピリダモール単剤使用は認可されていないが、コクランレビューでは脳虚血発作後の患者での血管イベントリスクの低下が示唆されている。
なお、ジピリダモール、アセチルサリチル酸、クロピドグレルの3剤併用療法が試験されたものの、こちらは出血の増加を招いた。

### 狭窄心血管について
狭窄した動脈はそのままで、健康な動脈が拡張するので、冠盗血現象を引き起こし、拡張した健康な血管への血流量が増加する一方で狭窄血管への血流量は増えず、臨床的に虚血性の胸痛、心電図異常、心臓超音波検査異常が発生する。血流の不均一性（虚血の前駆状態）は、タリウム201、テクネチウム-99m-テトロホスミン、テクネチウム-99m-セスタミビ等を用いた心臓核医学検査で検出できる。しかし、相対的な血液灌流量の差は、狭窄動脈に栄養される組織の絶対的不足を意味しない。

### 過量投与
ジピリダモールの過剰投与には、血管拡張作用を逆転させる効果を持つアミノフィリン投与で対処する。また、血管収縮薬の使用を含む、臨床症状を抑えるための対症療法も推奨される。加えて、まだ服用から短時間しか経過していない場合には、未吸収のジピリダモールを胃から回収するため、胃洗浄を考慮すべきである。
これに対して、ジピリダモールの蛋白結合率は高いので、ダイアライザーは有効ではないと思われる。

### 実験室
ジピリダモールは実験室で非医療用途にも用いられる。細胞培養時のカルジオウイルス増殖抑制などの用途である。

## 薬理

### 抗凝固作用
血小板の細胞内で増えたcAMPは、血小板凝集を抑制する。ジピリダモールはcAMPを分解する酵素であるホスホジエステラーゼを阻害して、細胞内のcAMPを増加させるため、血小板凝集を抑制する。
また、ジピリダモールは、脳微小血管内皮細胞からのt-PA放出を増加させ、内皮細胞基質（SEM）での13-ヒドロキシオクタデカジエン酸（13-HODE）を増加させ、12-ヒドロキシエイコサテトラエン酸（12-HETE）を減少させて、SEMでの血栓形成を低減させる作用も有する。
さらに、脳梗塞患者における血小板のトロンビン受容体ならびにPECAM-1受容体数の減少をもたらす。

### 血管拡張作用と血圧低下作用
ジピリダモールのホスホジエステラーゼ阻害作用は、血小板選択的ではない。つまり、様々な細胞でcAMPを増加させてしまう。この結果、例えば、細動脈の平滑筋で起きたcAMPの増加は、この平滑筋が収縮し難いようにする。加えて、ジピリダモールのホスホジエステラーゼ阻害作用は非選択的なので、cGMPの分解も、全身の細胞で阻害する。このcGMPは、血管平滑筋が一酸化窒素による刺激を受けた際のセカンドメッセンジャーとしても作用するため、一酸化窒素による血管拡張作用が増強され持続化される。さらに、ジピリダモールは血小板、赤血球、血管内皮細胞でのアデノシンの再取り込みを阻害し、血漿中など細胞外のアデノシン濃度を増加させる作用も有する。この細胞外へ遊離したアデノシンも血管平滑筋に作用し、血管を拡張させる方向に作用する。これらの作用によって、血管が拡張した結果、全身の血圧を低下させ得る。
しかしながら、ジピリダモールの長期投与では、全身の血圧の有意な低下を示さない。
なお、虚血性心筋症患者における心筋灌流および左心室機能を、ジピリダモールは増強させる事が示されている。

### その他の知見
アスピリンとジピリダモールとの併用で、生体内で平滑筋細胞の増殖を阻害し、血液透析に用いる人工血管の開存率を若干向上させる。
ジピリダモールはメンゴウイルスのRNAの複製を阻害する。
in vivo でジピリダモールは、炎症性サイトカイン（MCP-1やMMP-9）生成を阻害し、患者のC反応性タンパク（CRP）を低下させる。健常成人における再灌流傷害を減少させる。

## 薬物相互作用

### 作用増強
ジピリダモール、アセチルサリチル酸、クロピドグレルの3剤併用を行った際に、出血の副作用が増加したように、例えばシロスタゾールやクロピドグレルなど他の抗血小板薬や、また例えばアルガトロバンやリバーロキサバンなど血小板以外の血液凝固系を阻害する抗凝固薬や、そして例えばイコサペンタエン酸エチルやCOX阻害薬など副作用として抗凝固作用も有した薬を併用した場合には、出血傾向が出る恐れが高まる。
さらに、特にジピリダモールの投与初期において、動脈が拡張した結果、全身の血圧が低下する場合が出易いので、例えばアムロジピンやジルチアゼムなどの血圧降下薬や、また例えばトリクロルメチアジドやトリアムテレンなどの血圧降下作用も有する他の薬と併用すると、血圧が過度に低下する恐れが高まる。
なお、ジピリダモールはホスホジエステラーゼを非選択的に阻害するため、cAMPだけでなく、cGMPの分解も阻害する。したがって、ニコランジル、硝酸イソソルビド、ニトログリセリンなどの作用を、ジピリダモールは増強させ、過度の血圧低下が発生する可能性がある。
これらとは別に、ATPを投与した場合、その分解産物のアデノシンの血中濃度も増加し得るため、ジピリダモールとATPを併用すると、ジピリダモールがアデノシンの細胞への取り込みを妨害するため、アデノシンの血中濃度が異常に上昇して、アデノシンによる血管拡張作用が増強し、結果として血圧が低下する可能性もある。無論、細胞から放出されたアデノシンによる、その他の作用や影響も、同様の理由でジピリダモールによって増強し得る。

### 作用減弱
消化管からのジピリダモールの吸収はpH依存的であり、ボノプラザンやプロトンポンプ阻害薬などの胃酸分泌抑制剤を併用すると吸収が阻害される。同様に、胃のpHを化学的に中和する制酸剤でも、吸収が阻害される可能性がある。ただし、徐放製剤は緩衝作用を受けるので、吸収は胃のpHに影響されない。
また、ジピリダモールはアデノシンの細胞外の濃度を高める作用を有するため、アデノシン受容体をブロックする事で薬理作用を発揮している、カフェインやテオフィリン含む）などの作用を、アデノシンを増加させる事で競合的に減弱させる。もちろん、カフェインやテオフィリンも、ジピリダモールの作用を減弱させる。なお、カフェインは飲食物に含有されていたり、人工的に飲食物に添加されている場合も有り得るため、注意が必要である。